# Yolanda Chen
Yolanda Chen (Moscú, Rusia, 26 de julio de 1961) fue una atleta rusa, especializada en la prueba de triple salto en la que llegó a ser subcampeona mundial en 1993.

## Carrera deportiva
En el Mundial de Stuttgart 1993 ganó la medalla de plata en el triple salto, con un salto de 14.70 metros, tras su compatriota la también rusa Anna Biryukova que saltó 15.09 metros batiendo el récord del mundo, y por delante de la búlgara Iva Prandzheva, bronce con 14.23 metros.